# NLE Choppa
Bryson Lashun Potts (sinh ngày 1 tháng 11 năm 2002), được biết đến nhiều hơn với cái tên NLE Choppa (trước đây là YNR Choppa), là một rapper, ca sĩ, nhạc sĩ và nhân vật trên Internet người Mỹ. Anh trở nên nổi tiếng với đĩa đơn tháng 1 năm 2019 "Shotta Flow", được chứng nhận đĩa bạch kim bởi RIAA và đạt vị trí thứ 36 trên Billboard Hot 100. Đĩa đơn này được giới thiệu trong EP đầu tay Cottonwood của anh.
Potts đã phát hành album phòng thu đầu tay Top Shotta (2020) đạt vị trí thứ 10 trên Billboard 200 của Hoa Kỳ và bao gồm các đĩa đơn  "Camelot" và "Walk Em Down", lọt vào top 36 của Billboard Hot 100. Mixtape thứ hai From Dark to Light được phát hành vào ngày 1 tháng 11 năm 2020, trùng ngày sinh nhật lần thứ 18 của Potts.

## Đầu đời
Potts đã được sinh ra trong một gia đình có mẹ là người Jamaica và cha là người Nigeria. Anh lớn lên ở Memphis, Tennessee trong khu vực làng Parkway, và cũng được ghi danh vào trường trung học Cordova, nơi anh đã chơi bóng rổ cho đội bóng của trường. Anh bắt đầu tập freestyle rap với bạn bè ở tuổi 14 và bắt đầu tham gia âm nhạc nghiêm túc ở tuổi 15.

## Sự nghiệp

### 2018–2019: Khởi đầu, đột phá, thỏa thuận thu âm vàCottonwood
Người quản lý của NLE Choppa là mẹ của anh, Angela Potts, người đã quản lý anh kể từ khi anh bắt đầu thể hiện niềm yêu thích với nhạc rap. Anh dã phát hành bài hát đầu tiên của mình, "No Love Anthem", vào tháng 2 năm 2018 dưới tên YNR Choppa. Vào ngày 22 tháng 7, anh đã phát hành mixtape đầu tay của mình, No Love the Takeover. Vào tháng 12, anh xuất hiện trên "No Chorus Pt. 3", một bài hát theo phong cách cypher của nhóm Shotta Fam của anh. Câu hát mở đầu của anh ấy và những bước nhảy của anh trong video âm nhạc đi kèm đã khiến anh nổi bật so với nhóm, giúp anh trở nên nổi tiếng trên mạng.
Sau khi nổi tiếng, anh đã phát hành đĩa đơn đột phá của mình "Shotta Flow" một tuần sau đó. Video đã đạt được 10 triệu lượt xem trong một tháng. Vài ngày sau khi phát hành, Pitchfork đã đánh dấu ca khúc là Bài hát trong ngày, ca ngợi màn trình diễn tràn đầy năng lượng của anh ấy và nói thêm rằng "anh ấy thực hiện một động tác nhảy mới mỗi khi máy quay quay lại anh ấy". Bài hát lọt vào bảng xếp hạng Billboard Hot 100 vào tháng 5 năm 2019, ở vị trí thứ 96. Sau đó, bài hát đạt vị trí thứ 36. Bản phối chính thức, có Blueface và một video âm nhạc do Cole Bennett chỉ đạo, được phát hành vào tháng 6, không lâu sau khi bài hát gốc được chứng nhận đĩa bạch kim bởi RIAA.
Vào tháng 2, anh đã phát hành phần tiếp theo của bài hát, "Shotta Flow 2". Đoạn video đã nhận được 20 triệu lượt xem trong vòng hai tháng, khiến Carl Lamarre từ Billboard phải nói rằng "sự thống trị gần đây của anh ấy đã làm câm lặng mọi lời gièm pha". Vào khoảng thời gian này, có thông tin cho rằng Choppa đã châm ngòi cho cuộc chiến đấu thầu giữa một số hãng thu âm hàng đầu, với giá thầu lên tới 3 triệu đô la được báo cáo. Tuy nhiên, anh đã từ chối những lời đề nghị này từ Republic Records, Interscope Records, Caroline để ký hợp đồng với công ty phân phối độc lập UnitedMasters trong khi vẫn giữ các bản thu âm chính của mình. Vào tháng 3, anh phát hành một đĩa đơn mới có tên "Capo", với video âm nhạc ra mắt vàoWorldstarhiphop. Cũng trong tháng 3, anh được giới thiệu trong bài hát "Dreams" của Birdman và Juvenile. Vào tháng 4 năm 2019, NLE phát hành một đĩa đơn khác có tên "Birdboy", do SGULL sản xuất.
Vào tháng 5, Choppa phát hành một đĩa đơn mới, "Blocc Is Hot", được sản xuất bởi ATL Jacob. Nó được thực hiện để tưởng nhớ rapper thời thơ ấu yêu thích của anh ấy, Lil Wayne. Vài ngày sau, anh ra mắt lễ hội âm nhạc bằng cách biểu diễn tại Lễ hội âm nhạc đường phố Beale ở Memphis. Bob Mehr của The Commercial Appeal ca ngợi hành động của anh ấy, nói rằng anh "đã làm rất nhiều để nắm bắt cơ hội trên sân khấu lớn ở quê hương mình" và "sự nghiệp của anh ấy có thể sẽ chứng kiến nhiều khoảnh khắc Memphis đáng nhớ hơn." Vào ngày 14 tháng 6 năm 2019, anh phát hành đĩa đơn, "Free YoungBoy", do CashMoneyAP sản xuất. MV đã đạt được hơn 19 triệu lượt xem trên YouTube. Tiêu đề của bài hát này liên quan đến rapper YoungBoy Never Broke Again, người đã bị bắt vì nổ súng và vì anh đã vi phạm lệnh ân xá của mình. Bài hát này là bản phát hành đầu tiên từ hãng No Love Entertainment (NLE) của riêng anh, được anh hợp tác với Warner Records phát hành. Theo tạp chí Billboard, No Love Entertainment dự kiến sẽ phát hành nhạc mới của NLE Choppa. Vào ngày 13 tháng 9 năm 2019, NLE Choppa đã phát hành một đĩa đơn mới mang tên "Camelot". Bài hát đạt vị trí thứ 37 tại Hoa Kỳ, trở thành bản hit Top 40 thứ hai của anh ấy, sau "Shotta Flow".
Vào ngày 20 tháng 12 năm 2019, NLE Choppa đã phát hành đĩa mở rộng đầu tay mang tên Cottonwood. EP được đặt tên theo khu vực anh lớn lên, bao gồm các đĩa đơn đã phát hành trước đó, "Side" và bản hit đột phá "Shotta Flow" với bản phối lại của nó, có sự góp mặt của Blueface. EP cũng bao gồm sự hợp tác với Meek Mill. Cùng với việc phát hành Cottonwood, một bộ phim ngắn cùng tên đã được phát hành cùng ngày.

### 2020:Top ShottavàFrom Dark to Light
Album phòng thu đầu tay của NLE Choppa, Top Shotta ban đầu được phát hành vào đầu năm 2020, và trước đó, nhiều đĩa đơn cũng đã được phát hành. Vào ngày 19 tháng 3, anh phát hành đĩa đơn chủ đạo của album "Walk Em Down" cùng với Roddy Ricch. Vào ngày 12 tháng 6 năm 2020, anh phát hành "Shotta Flow 5", phần tiếp theo thứ năm của đĩa đơn năm 2019 "Shotta Flow". Đĩa đơn "Narrow Road" có sự góp mặt của Lil Baby được phát hành vào ngày 30 tháng 7. Một tuần sau, vào ngày 7 tháng 8, Top Shotta được phát hành. Vào ngày 11 tháng 8 năm 2020, NLE Choppa đã được đưa vào XXL. Vào ngày 5 tháng 9, Choppa tuyên bố sẽ ngừng đọc rap về chủ đề bạo lực, nói rằng anh có nhiều điều để nói và muốn "truyền bá sự tích cực và đánh thức mọi người". Vào ngày 15 tháng 10, anh công bố một dự án mới có tựa đề From Dark to Light, được phát hành vào ngày 1 tháng 11, đúng vào ngày sinh nhật của anh. Ảnh bìa của mixtape cho thấy anh đang ngồi khoanh chân trong khung cảnh bên ngoài, với những con bướm xung quanh anh và cầu vồng ở phía xa; một cái gật đầu cho cuộc hành trình tâm linh mới của mình. Vào ngày 23 tháng 10, NLE phát hành video âm nhạc cho bài hát của anh, "Narrow Road" có sự tham gia của Lil Baby. MV có hơn 22 triệu lượt xem trên YouTube.

### Bài hát sắp tới
Vào tháng 8 năm 2020, NLE Choppa thông báo phát hành "Shotta Flow 6", sẽ có sự tham gia của Lil Wayne và dự kiến sẽ sớm được phát hành.

## Phong cách âm nhạc
NLE Choppa được chú ý nhờ "giọng hát hoạt hình" và khả năng đọc rap tràn đầy năng lượng, điều mà anh ấy đặc biệt sử dụng trong đĩa đơn đột phá, "Shotta Flow". Giọng hát của anh cũng được mô tả là "du dương", mặc dù "trầm nặng". Jessica McKinney của tạp chí Complex nói rằng anh thường có một cách chuyển tải "hoang dã và hấp dẫn" trong các câu hát của mình. Khi còn nhỏ, anh đã nghe YGK và Lil Wayne, tuy nhiên anh nhớ lại đã nghe "rất nhiều bản nhạc chưa được phát hành khắp thành phố" của Memphis.

## Đời sống cá nhân
Vào ngày 20 tháng 6 năm 2020, NLE Choppa chào đón đứa con đầu lòng của mình, một cô con gái tên là Clover Brylie Potts. Anh nói rằng việc có một đứa trẻ trên đường đi đã thay đổi suy nghĩ của anh; "Tôi biết mình cần phải thay đổi và trở thành một người tốt hơn cho con gái mình".
Vào tháng 8 năm 2020, NLE Choppa hướng tới sự thức tỉnh "tinh thần" trên mạng xã hội, ra mắt kênh YouTube có tên "Awakened Choppa", nơi anh ghi lại lối sống lành mạnh và toàn diện của mình, bao gồm ăn chay và làm vườn.
Anh nói rằng anh ấy đã phải vật lộn với chứng trầm cảm và thường đọc rap về điều này trong âm nhạc của mình. Anh thiền để đối phó với các vấn đề sức khỏe tâm thần và áp lực khi là một nghệ sĩ trẻ. Anh ấy đã bị cấm tham gia Instagram vào đầu năm 2020, điều mà anh nói là "có cơ sở".
Trong một thời gian không xác định, NLE Choppa đã thụ án tại một trung tâm giam giữ trẻ vị thành niên. Anh chưa bao giờ tiết lộ mình bị bắt vì lý do gì, nhưng anh ta cho biết thời gian bị giam giữ đã thúc đẩy anh ta xoay chuyển cuộc đời. Trong một tập của loạt phim YouTube, The Rise of NLE Choppa, anh ấy nói rằng việc bị giam giữ đã giúp anh ấy rất nhiều và giúp anh "mở mang tầm mắt".
Vào ngày 29 tháng 3, NLE Choppa bị bắt vì tội ăn trộm và sử dụng ma túy và vũ khí.